# Cyperus turrialbanus
Cyperus turrialbanus là loài thực vật có hoa trong họ Cói. Loài này được Gómez-Laur. mô tả khoa học đầu tiên năm 1978.